# 特鲁瓦丰
特鲁瓦丰（法語：Trois-Fonds，法語發音：[tʁwa fɔ̃]）是法国克勒兹省的一个市镇，属于盖雷区。

## 地理
特鲁瓦丰（46°15'2"N, 2°13'41"E）面积9.53 平方千米，位于法国新阿基坦大区克勒兹省，该省份为法国中部省份，位于法國中央高原西北部，北起安德尔省和谢尔省，西接维埃纳省，南至科雷兹省，东临多姆山省，东北与阿列省接壤。
与特鲁瓦丰接壤的市镇（或旧市镇、城区）包括：博尔圣乔治、拉塞勒苏古宗、古宗、圣西尔万苏图勒、图勒圣克鲁瓦。

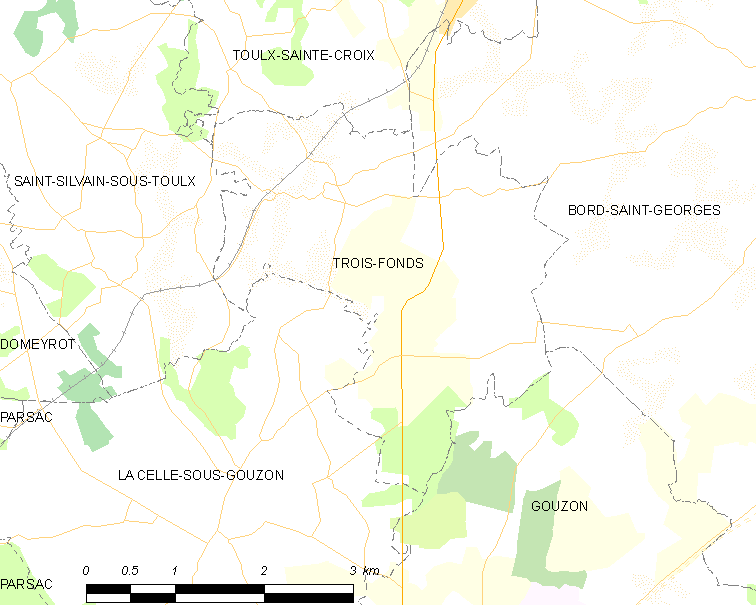
特鲁瓦丰的OSM定位图

特鲁瓦丰的时区为UTC+01:00、UTC+02:00（夏令时）。

## 行政
特鲁瓦丰的邮政编码为23230，INSEE市镇编码为23255。

## 政治
特鲁瓦丰所属的省级选区为古宗县。

## 人口

1962-2008年间特鲁瓦丰人口变化图示

特鲁瓦丰于2022年1月1日时的人口数量为132人。